# Estado constructo
El estado constructo o status constructus es la forma que adopta un sustantivo o adjetivo en muchas lenguas semíticas, como el árabe o el hebreo, para expresar una relación de caso genitivo. Fuera de las lenguas semíticas, otras lenguas afroasiáticas como el egipcio o algunas lenguas bereberes tienen construcciones similares.
Incluso cierta construcción de las lenguas celtas se ha dado en llamar también estado constructo aunque el paralelo no es exacto.

## Lenguas semíticas

### Estado constructo en árabe
En árabe el estado constructo aparece en construcciones del tipo ['[ X ]SD'[ Y ]SN] SN] donde X es definido (la construcción no puede usarse con un primer elemento indefinido). La relación de genitivo del primer X elemento con respecto del segundo Y se marca dándole a X su forma de estado constructo. En árabe la forma de estado constructo se caracteriza además porque aparece sin el artículo definido al-, ni con la marca de indefinido ("artículo indefinido") -n.
En árabe el estado constructo es una de las tres formas de la raíz de un sustantivo árabe, siendo las otras dos el denominado status absolutus (estado indefinido) y el status emphaticus (estado definido también llamado status determinatus). A continuación se muestran ejemplos de cada una de las tres formas:
1. 'ummun — 'una madre'
2. '(a)l-'ummu — 'la madre'
3. 'ummu — 'la madre de ...'

1. 'Ummun ŷamillah — 'Una madre es hermosa' (como descripción de las madres)
2. 'Al-'ummu ŷamillah — 'La madre es hermosa' (descripción de una madre concreta)
3. 'Ummu l-šayji ŷamillah — 'La madre del jeque es hermosa'

### Hebreo
El estado constructo del hebreo también se conoce como smikhut (סמיכות).
1. davar — 'una cosa (o un dicho)'
2. ha-davar — 'la cosa'
3. dvar — 'el dicho de'

1. davar qadosh — 'una cosa sagrada'
2. ha-davar ha-qadosh — 'la cosa sagrada'
3. dvar ha-melekh ha-qadosh — 'una palabra (o cosa) del sagrado Rey'

## Lenguas celtas
Existe una construcción paralela en lenguas celtas. Tal como sucede en árabe, estas lenguas sólo poseen artículo definido. En irlandés sucede al igual que en árabe, que una construcción de genitivo con dos nombres definidos se forma usando el artículo definido sólo con el segundo nombre:
1. máthair a dalta — 'la madre del estudiante'
2. máthair dhalta — 'la madre de un estudiante'

Donde a dalta 'el estudiante' y máthair 'madre'. El paralelo no es exacto, puesto que el gaélico irlandés marca morfológicamente el caso en los nombres mediante mutaciones consonánticas (alternancias morfofonémicas) como en la d de dalta que pasa a dh.